# Ора Намір
Ора Намір (івр. אורה נמיר, до шлюбу Тойб; ‎1 вересня 1930, Хадера, підмандатна Палестина — 7 липня 2019, Тель-Авів) — ізраїльський політик і дипломат, дружина Мордехая Наміра. Член шести скликань кнесету, голова комісій кнесету з освіти та культури та з праці та добробуту, міністр екології та міністр праці та добробуту Ізраїлю, посол Ізраїлю у Китайській Народній Республіці та Монголії.

## Біографія
Народилася 1930 року в Хадері в сім'ї євреїв-поселенців Пінхаса Тойба та Мір'ям Трахтенберг. 1936 року сім'я переїхала до мошав Хогла. Там Ора закінчила вісім класів школи, після чого продовжила освіту в кібуці Гіват-Хаїм, а потім у педагогічній семінарії ім. Левинського та кібуці Гіват-ха-Шлоша.
1948 року, під час Війни за незалежність Ізраїлю, вступила до лав «Гаґани». Закінчила війну офіцером Армії оборони Ізраїлю. У кнесеті 2-го скликання обіймала посаду секретаря фракції «Мапай» у кнесеті та керівництва урядущій коаліції. На початку 1950-х років направлена до Нью-Йорку як секретар ізраїльської делегації в ООН. Під час перебування в Нью-Йорку давала уроки івриту тодішньому генеральному консулу Ізраїлю в США Аврааму Гарману й одночасно навчалася в Гантерському коледжі, де вивчала антикознавство й англійську літературу. Закінчити навчання не вдалося через відсутність фінансування та важку травму, якої зазнала під час занять спортом і яка змусила її повернутися до Ізраїлю.

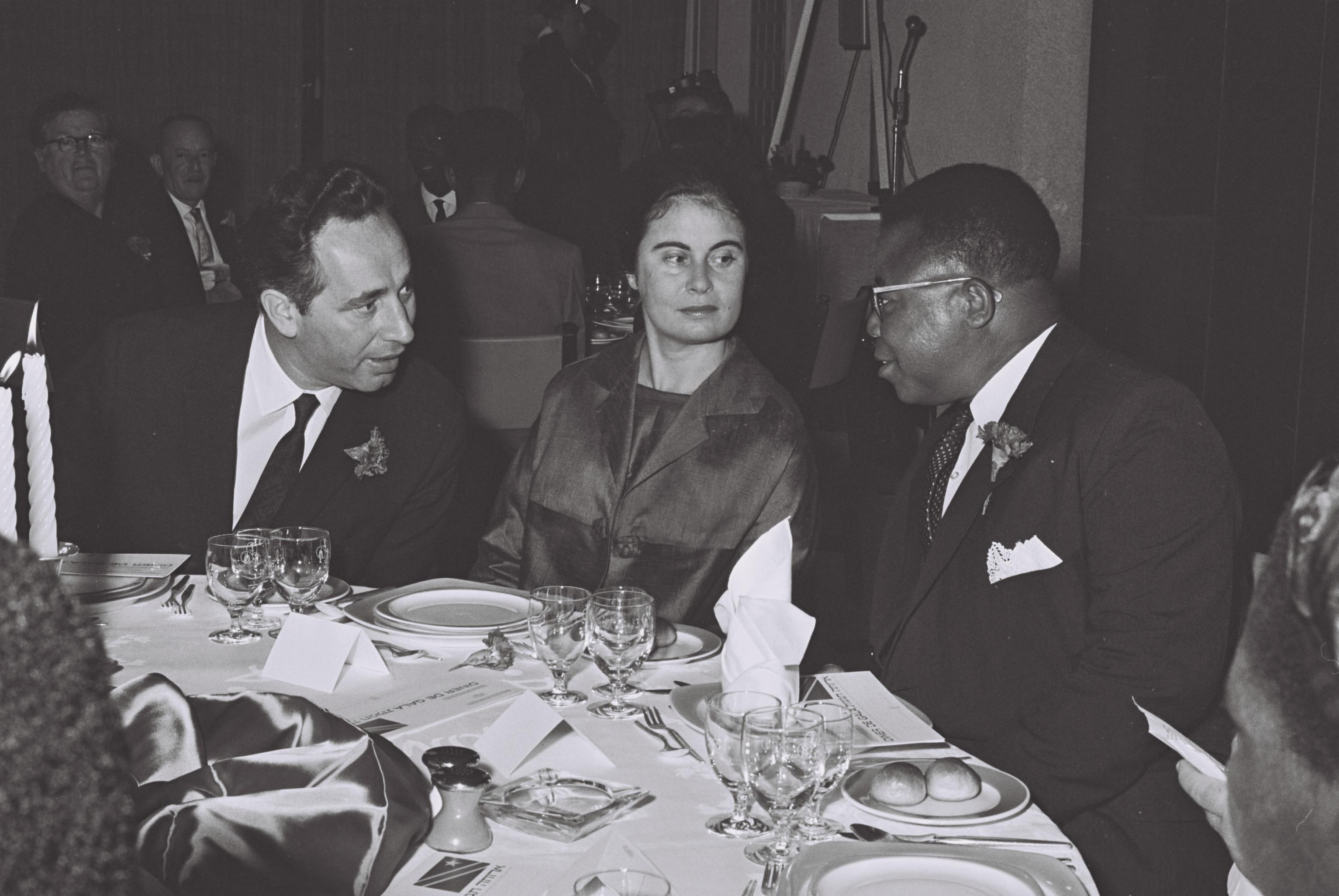
Шимон Перес, Ора Намір та президент Республіки Конго Каса-Вубу, 1963 рік

1959 року вийшла заміж за Мордехая Наміра — депутата кнесету від партії «Мапай» і майбутнього мера Тель-Авіва, який був на 33 роки старший за неї. Цей шлюб тривав 15 років, дітей подружжя не мало. Як дружина мера, брала активну участь у громадському житті, 1967 року обійняла посаду генерального секретаря тель-авівського відділення соціалістичної сіоністської організації «Моец Поалот». Перебувала на цій помаді до 1979 року, з 1970 по 1974 рік, поєднуючи її з посадою члена виконкому жіночої сіоністської організації «Наамат».
1973 року вперше обрана депутатом кнесету від лівоцентристського блоку «Маарах» і потім переобиралася до кнесету ще п'ять разів. У своєму першому скликанні знову виконувала обов'язки секретаря фракції «Мапай» та урядущої коаліції. У кнесеті 9-го та 10-го скликань обіймала посаду голови комісії з освіти та культури, а в кнесеті 11-го та 12-го скликань — комісії з праці та добробуту. Очолювала спільну комісію з молодіжної злочинності (кнесет 9-го скликання) та підкомісію зі спорту (кнесет 10-го скликання). 1987 року була одним з ініціаторів ухвалення закону про рівний пенсійний вік для чоловіків і жінок, наступного року — закону про рівні можливості працевлаштування, а в середині 1990-х років — закону про рівну заробітну плату для працівників обох статей. Крім того, була серед депутатів, які 1987 року підготували закон про мінімальну заробітну плату.
1975 року, оголошений ООН Міжнародним роком жінки, тодішній прем'єр-міністр Іцхак Рабин доручив Намір очолити комісію з розслідування статусу жінки в Ізраїлі. Двотомний звіт комісії, складений після двох років роботи, містив численні факти про нерівноправність жінок в Ізраїлі та 140 рекомендацій щодо виправлення цього положення (поміж яких були бронювання чверті депутатських місць у кнесеті для жінок, призначення жінок на командні пости у збройних силах, спеціальні посібники для матерів-одиначок і безкоштовна обов'язкова освіта для дітей усіх віку починаючи з трьох років). 1984 року стала однією із засновниць Лобі на захист жінок Ізраїлю. Займаючи в партії ліві позиції, вже 1986 року закликала до прямих переговорів з палестинцями, зокрема з Організацією визволення Палестини.
Перед виборами 1992 року до кнесету 12-го скликання була одним із чотирьох кандидатів на місце лідера партії «Авода» поряд з Рабином, Шимоном Пересом й Ісраелем Кейсаром. Попри те, що в цих перегонах вона залишилася останньою, Намір посіла в результаті праймеріз 4-те місце у передвиборчому списку «Аводи», зміцнивши свої позиції першої леді цієї партії. Після перемоги на виборах Рабин, який знову став прем'єр-міністром, призначив її на посаду міністра охорони навколишнього середовища. На цій посаді, однак, вона пробула недовго, оскільки питання екології її не цікавили: відомо, зокрема, що вона відкидала вимоги про закриття підприємств, що забруднюють довкілля, оскільки це означало б втрату робочих місць для зайнятих на виробництві. Авторитарний стиль керівництва Намір змусив низку співробітників залишити міністерство за той короткий період, який вона його очолювала, а активісти руху за охорону природи критикували її за нездатність прислухатися до фахівців.
Після цього з кінця 1992 по травень 1996 року очолювала міністерство праці та добробуту Ізраїлю. У роки її міністерство вело активну роботу з поліпшення умов праці, і навіть соціального захисту безробітних. Було розпочато процес зниження рівня безробіття, що надалі впав з 12 % до 6 %. Водночас на посаді міністра Намір 1994 року відзначилася скандальним висловлюванням на адресу нових репатріантів з країн колишнього СРСР, заявивши: «Третина репатріантів з колишнього СРСР — старі, третина — інваліди, і майже третина — матері-одиначки».
1995 року очолювала ізраїльську делегацію на конференції ООН з жіночого питання, що проходила в Китаї. У середині 1990-х років у неї була діагностована злоякісна пухлина мозку, що викликало побоювання за її життя, проте завдяки швидкій та якісній операції вона залишилася живою. Перед виборами 1996 року зайняла на праймеріз партії «Авода» лише 13-те місце, поступившись, зокрема, Далії Іцик. Після цього вона вирішила залишити політику і була призначена послом Ізраїлю в КНР. Була третьою людиною та першою жінкою на цій посаді, одночасно виконуючи обов'язки посла в Монголії. Залишила посаду 2000 року. Її робота як дипломата була високо оцінена як китайською стороною, так і міністром національної інфраструктури Арієлем Шароном, який відвідав Монголію 1998 року.
Після закінчення роботи в КНР та Монголії повернулася до Тель-Авіву. 2003 року зробила спробу повернення в політичне життя і балотувалася в кнесет від списку Аміра Переца «Ам ехад», але до кандидатів, які пройшли від цієї партії в кнесет, не потрапил. Померла у липні 2019 року в Тель-Авіві у 88 років. Похована в мошаві Хогла, де пройшли її дитинство та юність.